# Большой Трёхсвятительский переулок
Большо́й Трёхсвяти́тельский переу́лок (1924—1993 — Большой Вузовский) — переулок в Центральном административном округе города Москвы. Проходит от Подкопаевского переулка до Покровского бульвара, лежит между Хохловским переулком и Малым Трёхсвятительским переулком, параллельно последнему. Нумерация домов ведётся от Подкопаевского переулка.

## Происхождение названия
Название XVII—XVIII веков, дано по находящейся по соседству церкви. Хотя главный престол храма посвящён Живоначальной троице, он получил известность в Москве по приделу во имя трёх Святителей: Василия Великого, Григория Богослова и Иоанна Златоуста.

## История
В 1924 году переулок был переименован в Большой Вузовский по располагавшемуся неподалёку (в Петроверигском переулке) Коммунистическому университету национальных меньшинств.
В 1929 году решением СНК СССР открылось новое высшее учебное заведение, чтобы без отрыва от производства дать высшее образование рабочим и демобилизованным после гражданской войны красноармейцам. Первые годы (1929—1931) занятия проходили в аудиториях Высшего технического училища им. И. И. Лепсе. Одновременно в Трехсвятительском переулке, на территории бывшего морозовского владения, было заложено здание вновь организованного института. Здание построили в 1931—1932 годах по проекту Ф. С. Ревенко для Машиностроительного института, но передали его Торфяному институту, где он находился до 1961 года. Вечерний же машиностроительный институт разместился в пустовавших со времен революции банях на Шаболовке. В этих помещениях он просуществовал до 1961 года, пока Московский торфяной институт не был переведен в Калинин (ныне Тверь).
На базе Московского вечернего машиностроительного института (МВМИ) в 1962 году был создан Московский институт электронного машиностроения (МИЭМ), позднее — Московский государственный институт электроники и математики (технический университет), где он располагался до 2015 года. Был самостоятельным учебным заведением до 2012 года. В соответствии с Распоряжением Правительства РФ от 30 декабря 2011 г. № 2458-р МИЭМ был присоединен к Национальному исследовательскому университету «Высшая школа экономики». С 2015 года в здании института располагается факультет права ВШЭ.
В 1993 году переулку возвращено историческое название.

## Примечательные здания и сооружения

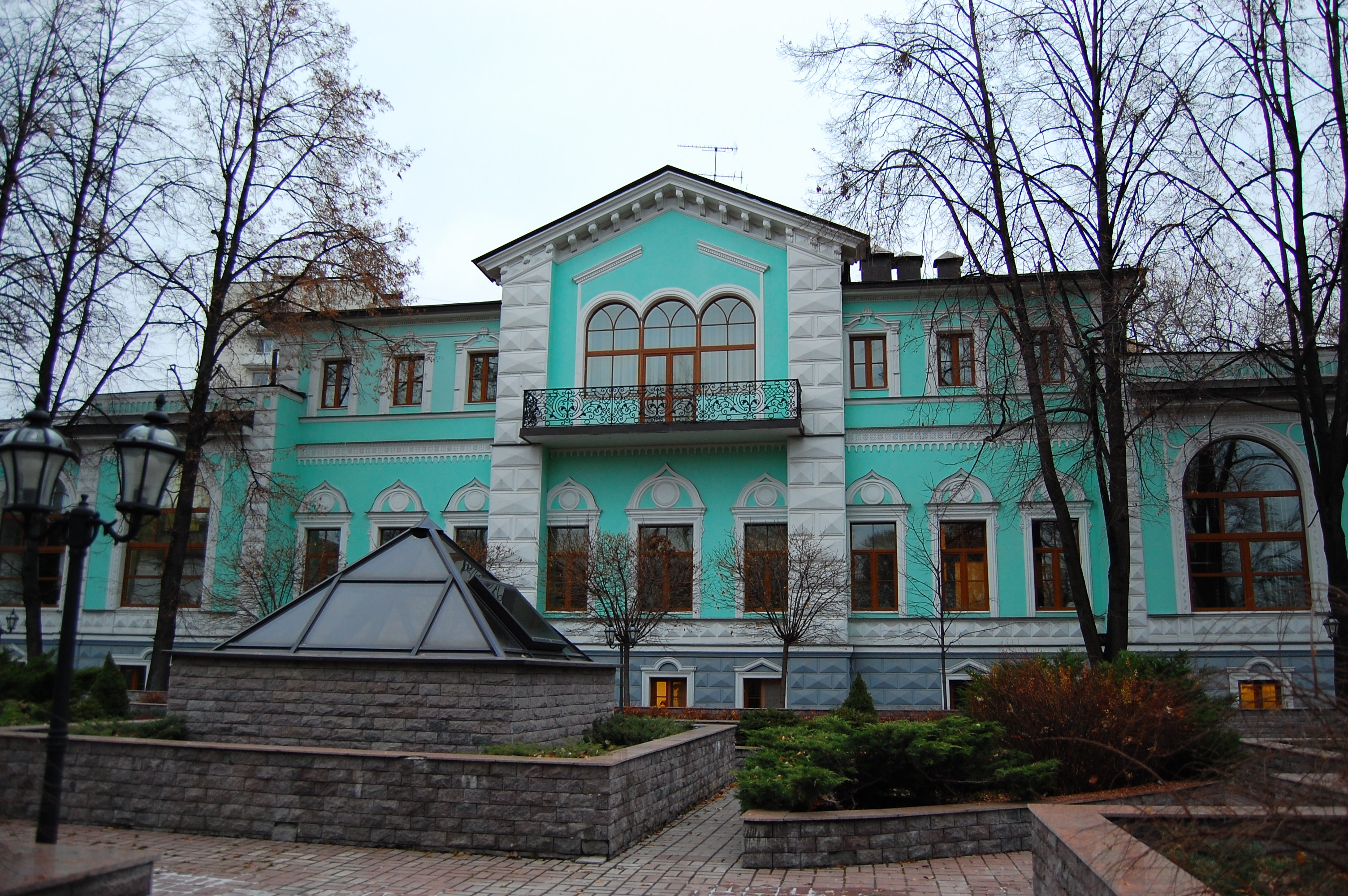
Морозовский дом, вид из сада

По нечётной стороне:
- № 1-3 стр. 1 — в 1772 году участок принадлежал князю Сергею (Сербану) Кантемиру, сыну молдавского господаря Дмитрия Кантемира. Тому самому, кто продал в 1775 году Государыне своё имение Чёрная грязь и которое стало Царицыным.

Одна из последующих владельцев, бригадирша Д. Н. Лопухина устроила здесь частное училище. В нём учился Андрей Дельвиг, брат поэтов Александра и Антона Дельвигов, военный инженер, будущий строитель Московского водопровода, министр и сенатор.
В конце 1840-х годов участок приобрёл В. А. Кокорев. Поначалу там была гостиница, которую он сдавал. Но затем в конце 1850-х годов было построено здание (арх. И. Д. Черник) для Кокоревской картинной галереи (открытие состоялось 26 января 1862 года).
Знаменитый сад перед домом остался общедоступным. На примыкающей к саду территории через Хохловский переулок находятся сохранившиеся каменные палаты (XVII в.) дьяка Емельяна Украинцева, известного дипломата петровского времени. Именно здесь работал в Архиве Коллегии иностранных дел над «Борисом Годуновым» Пушкин. В архиве служили братья Веневитиновы и Тургеневы, В. Ф. Одоевский, А. К. Толстой, С. А. Соболевский и многие известные деятели русской культуры.
Позже в саду проводили время С. Т. Аксаков, Ф. М. Достоевский, А. Н. Островский, Л. Н. Толстой, приезжавшие в редакцию журнала «Русский вестник». Она располагалась с другой стороны от сада по Большому Трехсвятительскому переулку.
В 1875 палаты были переданы Московскому отделению Русского музыкального общества, появилась типография, в которой впервые увидели свет почти все произведения П. И. Чайковского. Композитор хорошо знал эти места, он даже хотел поселиться здесь.
Впоследствии, после смерти Василия Александровича Кокорева в 1889 году, особняк перешёл М. Ф. Морозовой. Здесь рос Савва Морозов. Перестроен в 1898 году архитектором П. А. Дриттенпрейсом в русском стиле. В оформлении принимал участие и С. Т. Морозов.

В 1911 г. (год смерти М. Ф. Морозовой) стоимость владения по Б. Трехсвятительскому, 1 достигла 234,7 тыс. рублей. Это был один из самых дорогих в Москве домов. Для сравнения, три дома П. М. Рябушинского (в том числе и тот, где сейчас музей Горького) стоили только 167 тысяч.

Во время июльского мятежа 1918 здесь базировался штаб левых эсеров. Отсюда обстреливался Кремль. После подавления мятежа сюда приезжали Дзержинский и Ленин.
В конце 1980-х в строительном котловане у пересечения Подкопаевского и Большого Трёхсвятительского переулков был обнаружен артиллерийский фугасный снаряд без взрывателя от трёхдюймовой (76-мм) пушки — дополнительное свидетельство ожесточённых боёв в самом центре Москвы.
Здесь же снимался фильм Шестое июля.
С 1960-х до 2001 года здесь располагался детский сад, который стал съёмочной площадкой фильма «Усатый нянь».
Любимый многими поколениями «Кокоревский сад» давно стал называться «Морозовским», и так называется москвичами до сих пор. Однако он был общедоступным вплоть до 2001 года, пока дом не попал в руки частного предпринимателя, который срубил декор, уничтожил внутренние интерьеры, вырубил старинную сирень и другие деревья, вырыл котлован, построил подземную парковку, выстроил высокий забор и поставил калитку с замком.
Жители района неоднократно писали в Управу Басманного района, вносили поправки в Генплан Москвы с требованием вернуть Сад городу.
В декабре 2010 года жителями Басманного района ЦАО города Москвы создана Инициативная Группа «МОРОЗОВСКИЙ САД», целью, которой является возвращение общественного сквера «Морозовский Сад» жителям и гостям столицы.
- № 1, стр. 2 — Мастерская Исаака Левитана. Бывший флигель городской усадьбы XIX века, перестроенный в 1889 году архитектором П. А. Дриттенпрейсом на средства Марии Федоровны Морозовой — матери знаменитого промышленника Саввы Морозова. Здесь бывали Шаляпин, Тимирязев, Чехов, В. А. Серов, А. М. Васнецов, К. А. Коровин.

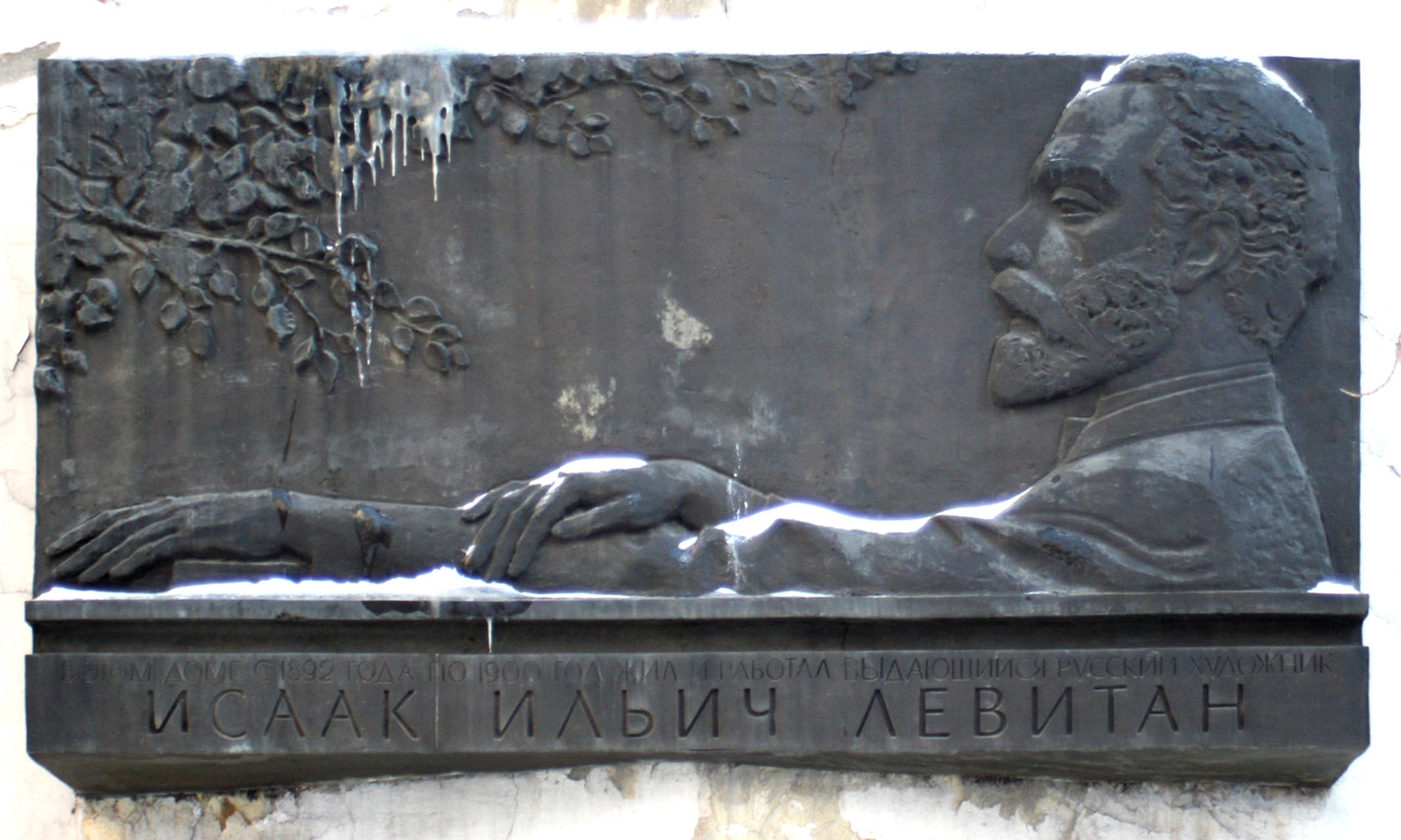
Мемориальная доска на доме-мастерской И. И. Левитана. 2011 год.

Мария Фёдоровна Морозова была известной и уважаемой благотворительницей, она и подарила художнику эту мастерскую.

В книге «Москва и москвичи» В. А. Гиляровский пишет: «…через знакомых оказала поддержку талантливому юноше (художнику И. И. Левитану) богатая старуха Морозова, которая его даже в лицо не видела. Отвела ему уютный, прекрасно меблированный дом, где он и написал свои лучшие вещи…»

Отсюда его и хоронили в июле 1900 года. На прощании были В. А. Серов (специально приехавший на похороны из-за границы), А. М. Васнецов, К. А. Коровин, И. С. Остроухов, Н. А. Касаткин, Л. О. Пастернак, В. В. Переплетчиков, К. Ф. Юон, В. К. Бялыницкий-Бируля, художественный критик П. Д. Эттингер, ученики, знакомые, почитатели таланта художника..
Является Памятником Федерального значения. Флигель украшает памятная доска. Ранее здесь размещались мастерские Академии Художеств. В декабре 2020 года, выиграв торги, новым хозяином дома-мастерской художника Исаака Левитана стала галерея современного искусства Ovcharenko, которая проведёт работы по реставрации и сохранению здания, внесёного в «Красную книгу» «Архнадзора» и находящегося в категории «запустение» - несколько лет назад дом был отселён.

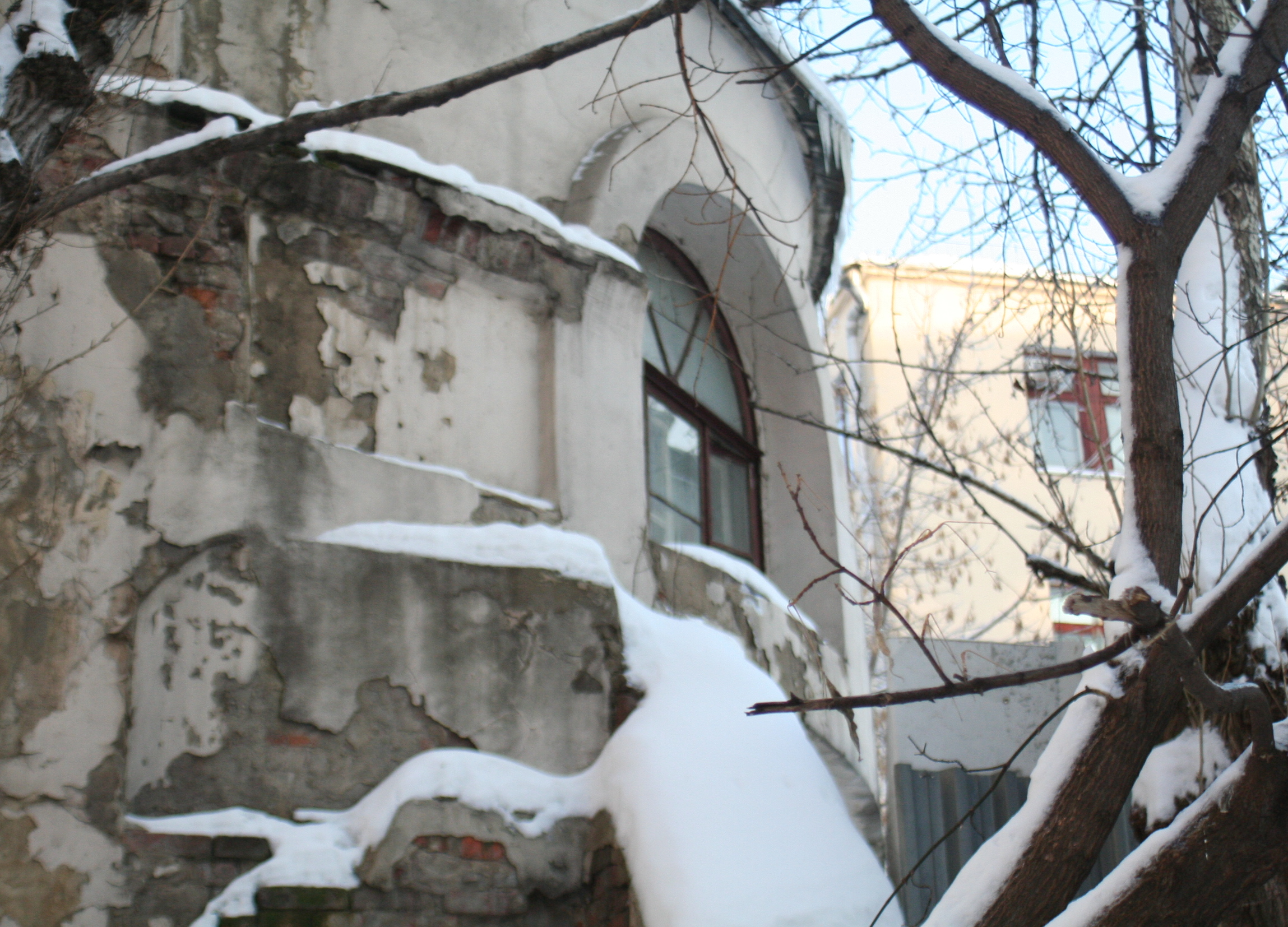
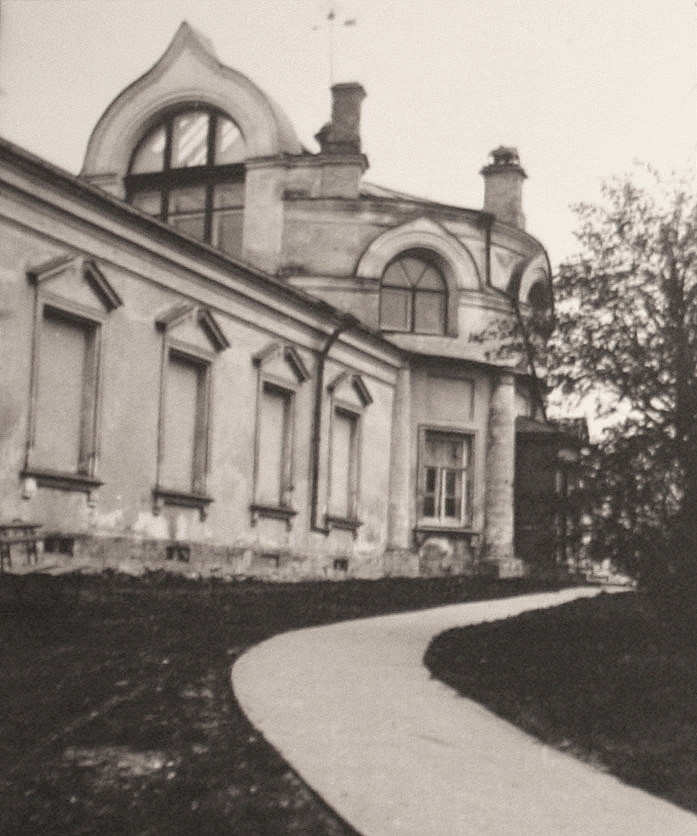
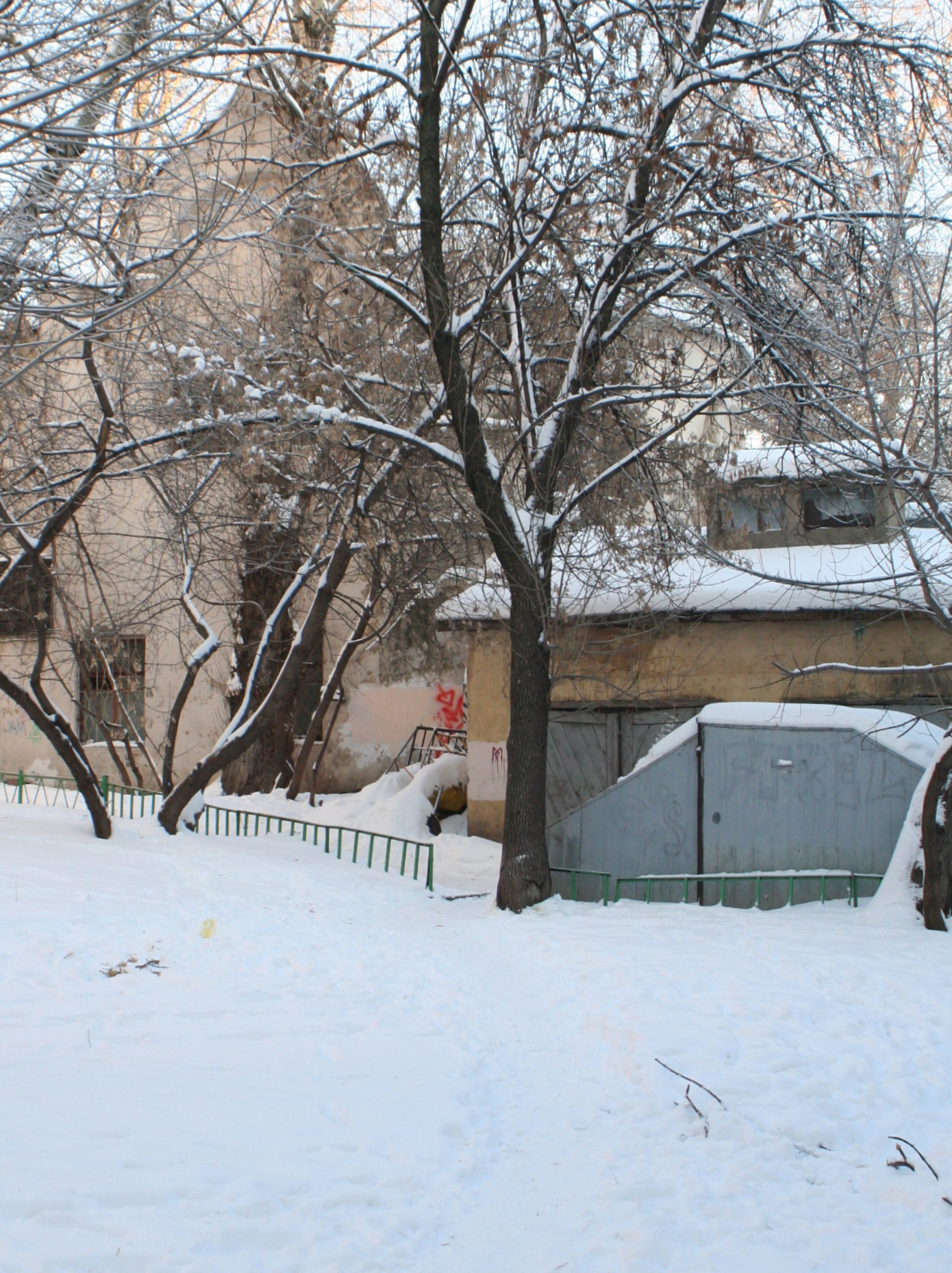
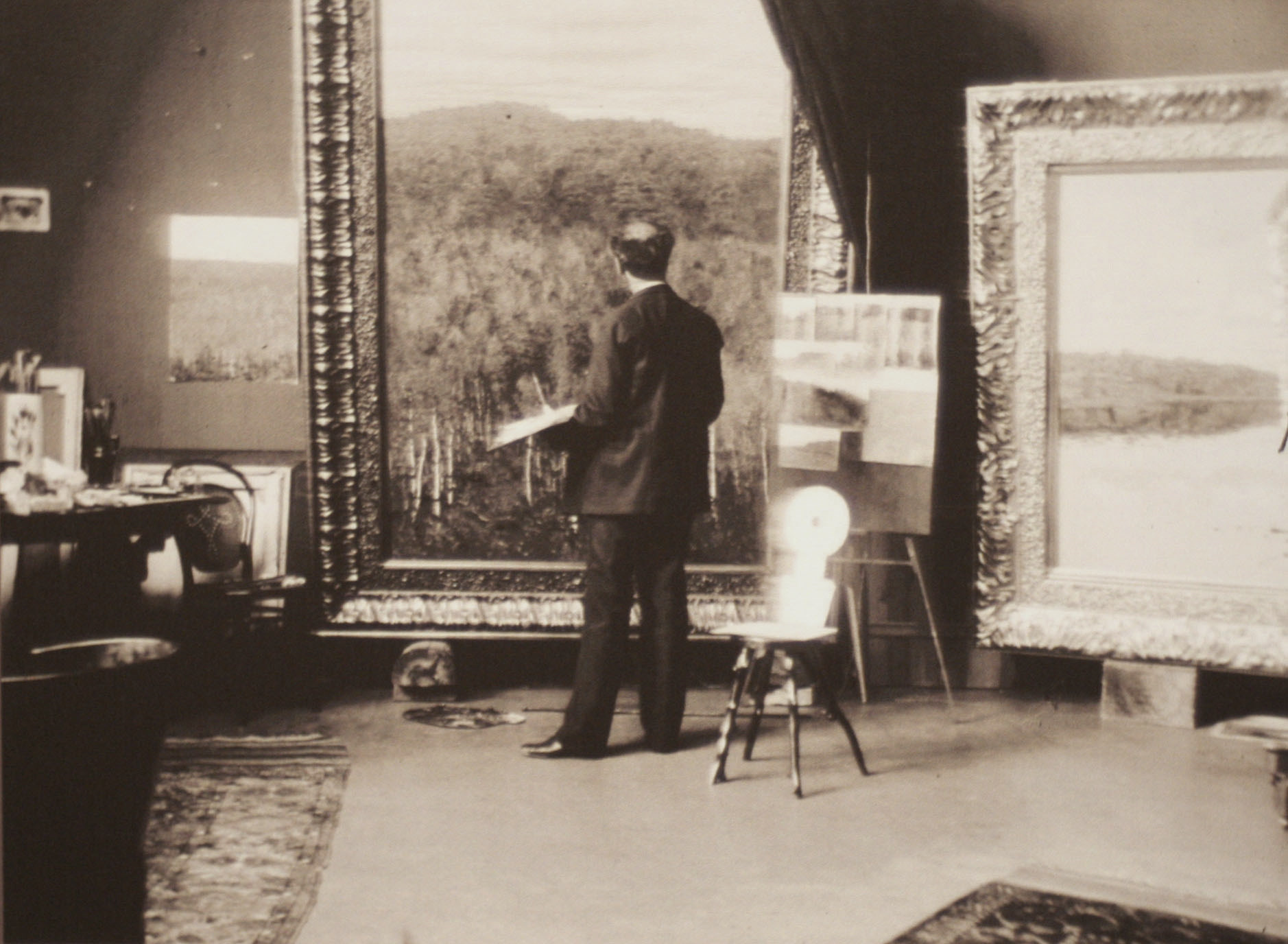
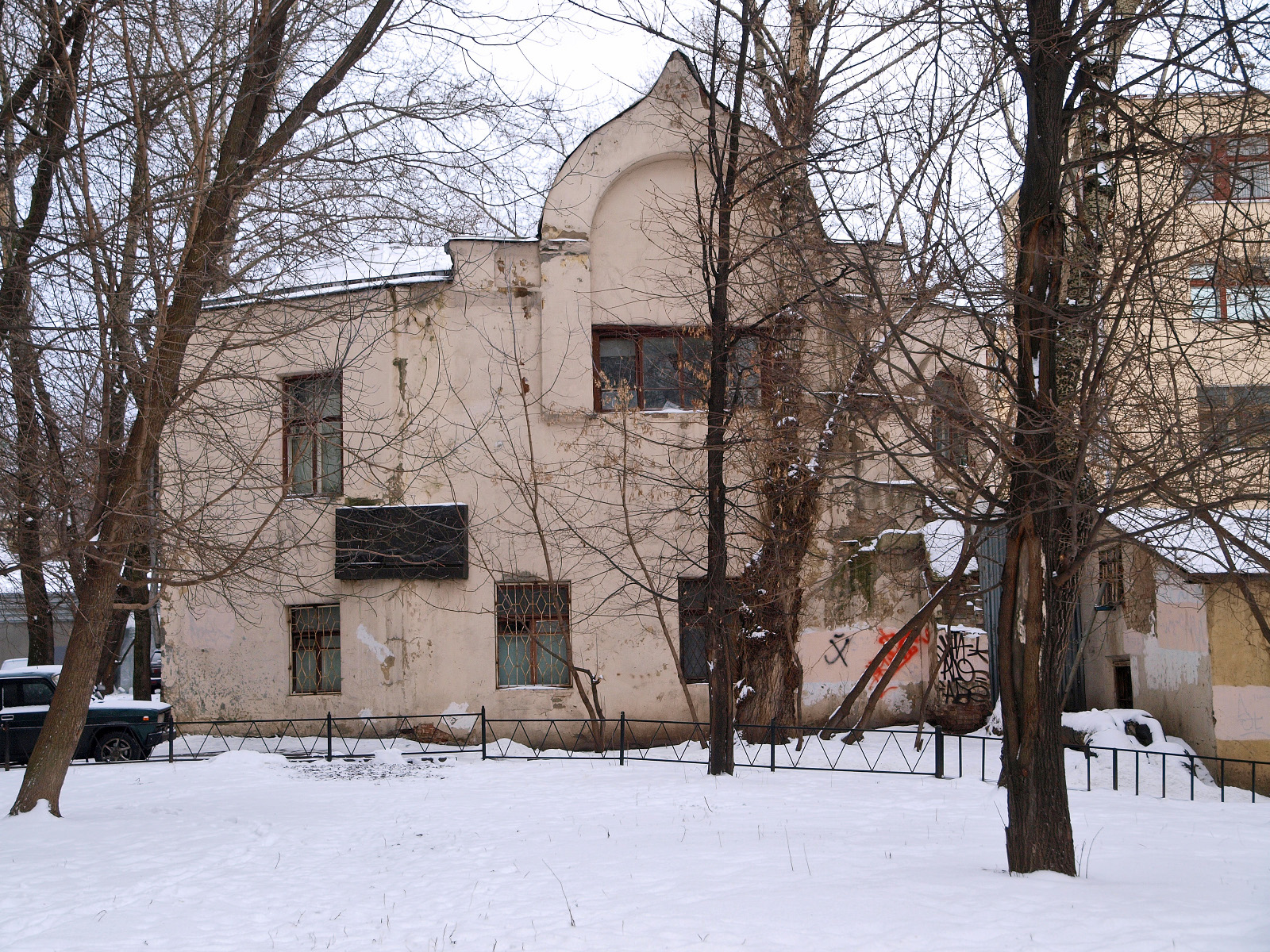

- В морозовском доме и в соседнем строении (д. № 3) с 1919 по нач. 1930-х гг. находилась специализированная тюрьма ВЧК-ОГПУ (Покровский концлагерь), в котором содержали, главным образом, бывших царских офицеров и белогвардейцев.
- В советское время в д. № 3 располагалось Центральное статическое управление СССР.
- № 1—3/12, стр. 6 (Покровский б-р, д. 12/1-3) — трансформаторная подстанция (1946)

По чётной стороне:
- № 2/1, стр. 4 (Трехсвятительский М. пер., д. 1/2) — Московский научно-исследовательский радиотехнический институт[14] (постройка 1960-х годов, типовой проект блочной школы серии МЮ)
- № 2/1 — Флигель усадьбы Глебовых, XVIII—XIX веков. Ранее к нему примыкала сама усадьба (XVIII в.), которая располагалась на узком и длинном участке между Большим и Малым Трехсвятительскими переулками[15]. При усадьбе был сад, который спускался вниз на Подкопаевский переулок, а с большим отступом от него поперёк участка стояли деревянные хоромы «покоем». В 1855 году эти владения купил статский советник Н. Е. Клевезаль. Новый владелец сдавал часть помещений редакции журнала «Русский вестник», издаваемого М. Н. Катковым. В то время с ним сотрудничали С. Т. Аксаков, Ф. М. Достоевский, А. Н. Островский, Ф. И. Тютчев граф Л. Н. Толстой, князь-анархист Кропоткин[16][17] и др. Здесь родилась одна из самых известных газет старой России — «Русские ведомости», не изменявшая своим идеалам защиты прав личности за всю свою историю.[18]. В 1864 участок приобрел торговый дом «Савва Морозов с сыновьями». Новые владельцы снесли особняк на горе и беседки, выстроив на их месте фабрично-складские здания (автором их был, возможно, архитектор Каминский[19])[20]. Сейчас часть уцелевших строений принадлежит Московскому научно-исследовательскому радиотехническому институту (МНИРТИ)[14]
- № 4 — Здание бывшего Реформатского училища при Евангелическо-реформатской церкви (1913—1914, архитектор А. Э. Эрихсон), объект культурного наследия регионального значения[21]. В советские годы школа была национализирована и сменила ряд номеров: 42, 43, 24, 35, 327, 1227. В школе № 327 учились поэт и драматург В. М. Гусев, полярник Э. Т. Кренкель, пианист Л. Н. Оборин, кинорежиссёр Е. Л. Дзиган, бард и драматург А. А. Галич[22]. В настоящее время в здании бывшего Реформатского училища расположен филиал школы «Покровский квартал».
- № 6/14 — Доходный дом Ю. Т. Крестовниковой, дочери М. Ф. Морозовой и Т. С. Морозова. 1913, арх. И. А. Герман.

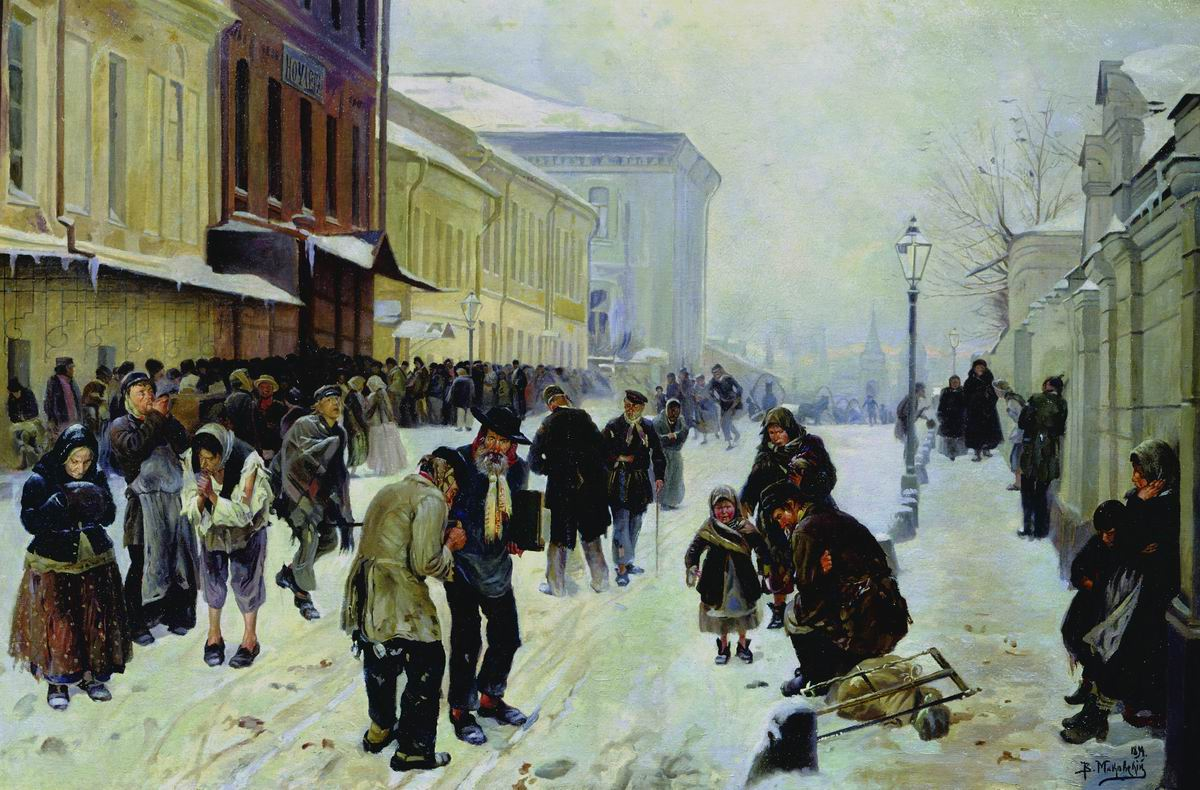
Ночлежники (Ночлежный дом в Москве). 1889 год. В. Е. Маковский.

Часть его включает в себя здание известного в конце XIX в. ночлежного «ляпинского» дома, названного так по фамилии владельцев купцов М. и Н. Ляпиных. — пишет С. К. Романюк. — Ночлежка была бесплатной, и в ней селились почти исключительно нищие, которые собирались под длинным навесом задолго до открытия. Эта сцена воссоздана на картине В. Е. Маковского «Ночлежный дом», на первом плане которой, как предполагают, изображен художник А. К. Саврасов. В декабре 1881 г. ляпинский дом посетил Л. Н. Толстой. «Взойдя на гору, — писал он, — мы подошли к угловому большому дому. Большинство людей, шедших со мною, остановились у этого дома. По всему тротуару этого дома стояли и сидели на тротуаре и на снегу все такие же люди». Под впечатлением увиденного Толстой написал свою знаменитую статью «Так что же нам делать?», в которой резко ставил вопрос о нищете в Москве.
- № 14/6 — доходный дом Крестовниковой, 1913 г. По Писцовой книге Москвы 1738 года здесь, на углу улицы вдоль Белого Города и переулка ко двору Нарбековых, находилась усадьба полковника Ивана Михайловича Орлова (в 1767 г. — клинского предводителя дворянства).

## Транспорт
- Трамваи А, 3, 39 от станций метро «Чистые пруды», «Тургеневская», «Сретенский бульвар».
- Станции метро «Китай-город», «Курская» (радиальная), «Курская» (кольцевая), «Чкаловская».
- Станция МЦД-2 "Курская".